# Margetshöchheim
Margetshöchheim är en kommun och ort i Landkreis Würzburg i Regierungsbezirk Unterfranken i förbundslandet Bayern i Tyskland.
Kommunen ingår i kommunalförbundet Margetshöchheim tillsammans med kommunen Erlabrunn.